# Théorème de représentation de Granger

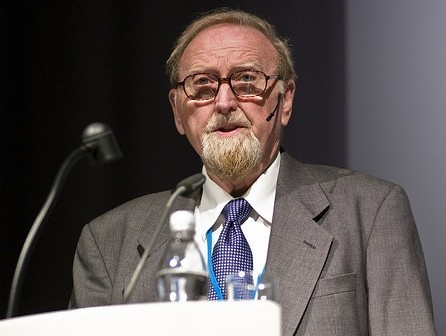
Clive Granger

Le théorème de représentation de Granger et le théorème de décomposition de Wold sont deux résultats majeurs en économétrie des séries temporelles. Le théorème de représentation de Granger consiste à mettre en relation les modèles de cointégration et les modèles à correction d'erreur (en).
Introduit initialement par l'économiste anglais Clive Granger, le théorème de représentation constitue ainsi un cadre où sont analysés à la fois les concepts de stationnarité et d'intégration des séries temporelles, de corrélation, de causalité, de cointégration des processus aléatoires, avant le cryptage de la connexion entre les modèles de cointégration et les modèles à correction d'erreur.

## Origine
Le théorème de représentation de Granger, du nom de l’économiste anglais Clive W. J. Granger a été prouvé, à l’origine, par Granger (1981) et repris plus tard, pour être développé plus explicitement dans un article publié par Clive W. J. Granger et Robert F. Engle en 1987. D’après ce théorème, toutes les séries cointégrées peuvent être représentées par un modèle à correction d'erreur (approche ECM).
Il permet ainsi de fournir la synthèse entre deux approches largement utilisées dans la littérature économétrique récente :
- d'une part, l'approche ECM issue de l'idée de concilier des préoccupations de la théorie économique avec une écriture rigoureuse des équations économétriques ;
- et d'autre part, l'approche VAR issue d'une approche purement statistique (boîte noire, black box).

Par la suite, ce théorème a été généralisé et popularisé à la suite des travaux de Søren Johansen (en).

## Causalité
À l’origine, on retrouve la formalisation de la notion de causalité en physique, notamment dans les travaux d’Isaac Newton sur la force motrice (cause) et le changement de mouvement (effet). Dans ce cas, la notion de causalité traduit un principe d’après lequel si un phénomène est la cause d’un autre phénomène, nommé "effet", alors ce dernier ne peut pas précéder la cause. Cependant, sa définition conceptuelle remonte aux discours d'Aristote le stagirite ou de David Hume.
Transposé en économie, la notion de causalité revêt une connotation technique spécifique. En effet, si une variable causait une autre variable, alors nécessairement les deux variables doivent être corrélées. À l'inverse, il ne suffit pas que deux variables soient corrélées, pour qu’il ait causalité (corrélation n'est pas causalité).
La notion de causalité introduite par Wiener en 1956, Granger en 1969 et Christopher A. Sims dans les années 1980, apparait comme le soubassement de l'analyse de relations dynamiques entre les séries chronologiques. Bien que formellement définie, elle demeure un sujet à plusieurs controverses parmi les économistes. 

## Cointégration
Au-delà du concept de causalité tel qu’introduit par Wiener, Granger et Sims, les économistes Engle et Newbold (1974) se sont intéressés à la notion de cointégration. La cointégration permet de détecter la relation de long terme entre deux ou plusieurs variables. Sa formalisation rigoureuse est due notamment à Engle et Granger (1987) et Johansen (1991, 1995). La notion de cointégration implique implicitement celle d’intégration.
Au-delà de la restriction de linéarité, on peut noter qu’à ce jour, certaines études s’intéressent à la cointégration non linéaire. Cette extension constitue l’objet des recherches actuelles en économétrie avancée.
In fine, la littérature économétrique distingue différentes techniques permettant de tester la cointégration parmi lesquelles :
- l'algorithme de Granger – Engel (1987) ;
- les approches de Johansen (1988, 1991) ;
- le test de Stock – Watson (1988) ;
- le test de Phillips – Ouliaris (1990).

## Approches VAR et ECM
Alors que le modèle VAR a été proposé par Christopher Sims, celui à correction d’erreur a été suggéré essentiellement par David Hendry. La différence entre les deux approches réside foncièrement au niveau du caractère stationnaire ou non des chroniques considérées.
L'approche de modélisation basée sur la représentation du processus VAR correspond à une description de l’évolution de l’économie à partir de la dynamique comportementale d’un ensemble de variables linéairement dépendantes des observations passées.
Le modèle à correction d’erreur permet de décrire la variation d’un processus {\displaystyle X_{t}} autour de sa tendance de long terme en fonction d’un ensemble de facteurs exogènes stationnaires {\displaystyle Z_{t}} de la variation de {\displaystyle X_{1,t-1}} et de {\displaystyle X_{2,t}} autour de leur tendance de long terme, et de la correction d’erreur {\displaystyle X_{1,t-1}-aX_{2,t-1}}, qui est l’erreur d’équilibre dans le modèle de cointégration.
Ainsi, il existe vraisemblablement une connexion entre les modèles de cointégration et les modèles à correction d’erreur.

### Ouvrages
- Régis Bourbonnais et Michel Terraza, Analyse des séries temporelles : applications à l'économie et à la gestion, Dunod, 2004.
- (en) George Box et Gwilym Jenkins, Time series analysis: Forecasting and control, Holden-Day, 1970.
- Georges Bresson et Alain Pirotte, Économétrie des séries temporelles : théorie et applications, PUF, 1995.
- Christian Gouriéroux et Alain Monfort, Séries temporelles et modèles dynamiques, Economica, 1995.
- (en) James Douglas Hamilton, Time Series Analysis, Princeton University Press, 1994
- Sandrine Lardic et Valérie Mignon, Économétrie des séries temporelles macroéconomiques et financières, Economica, Paris, 2002
- (en) G. S. Maddala (en) et In-Moo Kim, Unit roots, Cointegration and Structural Change, Cambridge University Press, 1998
- Alain Pirotte, L'économétrie : Des origines aux développements récents, Paris, CNRS, 22 juin 2004, 242 p. (ISBN 978-2271062314)

### Articles
- Cet article est partiellement ou en totalité issu de l'article intitulé « Robert F. Engle » (voir la liste des auteurs).
- (en) Robert F. Engle, « Autoregressive Conditional Heteroskedasticity With Estimates of the Variance of U.K. Inflation », Econometrica 50 (1982): 987-1008.
- (en) Robert F. Engle, David M. Lilien et Russell P. Robins, « Estimation of Time Varying Risk Premia in the Term Structure: the ARCH-M Model » (avec David Lilien et Russell Robins), Econometrica 55 (1987): 391-407.
- (en) Robert F. Engle et C. W. J. Granger, « Co-integration and Error Correction: Representation, Estimation and Testing », Econometrica 55 (1987): 251-276.
- (en) Robert F. Engle, C. W. J. Granger, John Rice et Andrew Weiss, « Semi-parametric estimates of the relation between weather and electricity demand », JASA 81 (1986): 310-320.
- (en) Robert F. Engle, David F. Hendry et Jean-Francois Richard, « Exogeneity », Econometrica 51 (1983): 277-304.
- (en) Robert F. Engle, Victor Ng et Michael Rothschild, « Asset Pricing with a Factor ARCH Covariance Structure: Empirical Estimates for Treasury Bills », Journal of Econometrics 45 (1990): 213-237.
- (en) Robert Engle, « Dynamic Conditional Correlation - A Simple Class of Multivariate GARCH Models », Journal of Business and Economic Statistics (de), (Juillet 2002).
- (de) Ralf Vandenhouten, Analyse instationärer Zeitreihen komplexer Systeme und Anwendungen in der Physiologie, Aachen, Shaker Verlag GmbH 1998,  (ISBN 3-8265-3814-5).